# Tractat Elemental de Química
El Tractat Elemental de Química, en francès Traité Élémentaire de Chimie, del químic francès Antoine-Laurent Lavoisier (1743-1794) publicat el 1789, és una de les obres cabdals de la història de la ciència i el llibre més emblemàtic de la història de la química. El seu objectiu era la reforma de l'ensenyament bàsic de la química. Descriu amb tot detall la cultura experimental de la combustió, dels gasos, de la descomposició de l'aigua, de la quantificació de la calor. Presenta instruments científics i experiments que representaren una gran novetat en aquella època. A més, el text referma el gran projecte de Lavoisier de reforma de la nomenclatura química, iniciada uns anys abans amb la publicació del Méthode de Nomenclature Chimique, i que havia de marcar en bona part el llenguatge de la química d'aleshores ençà.

## Antecedents

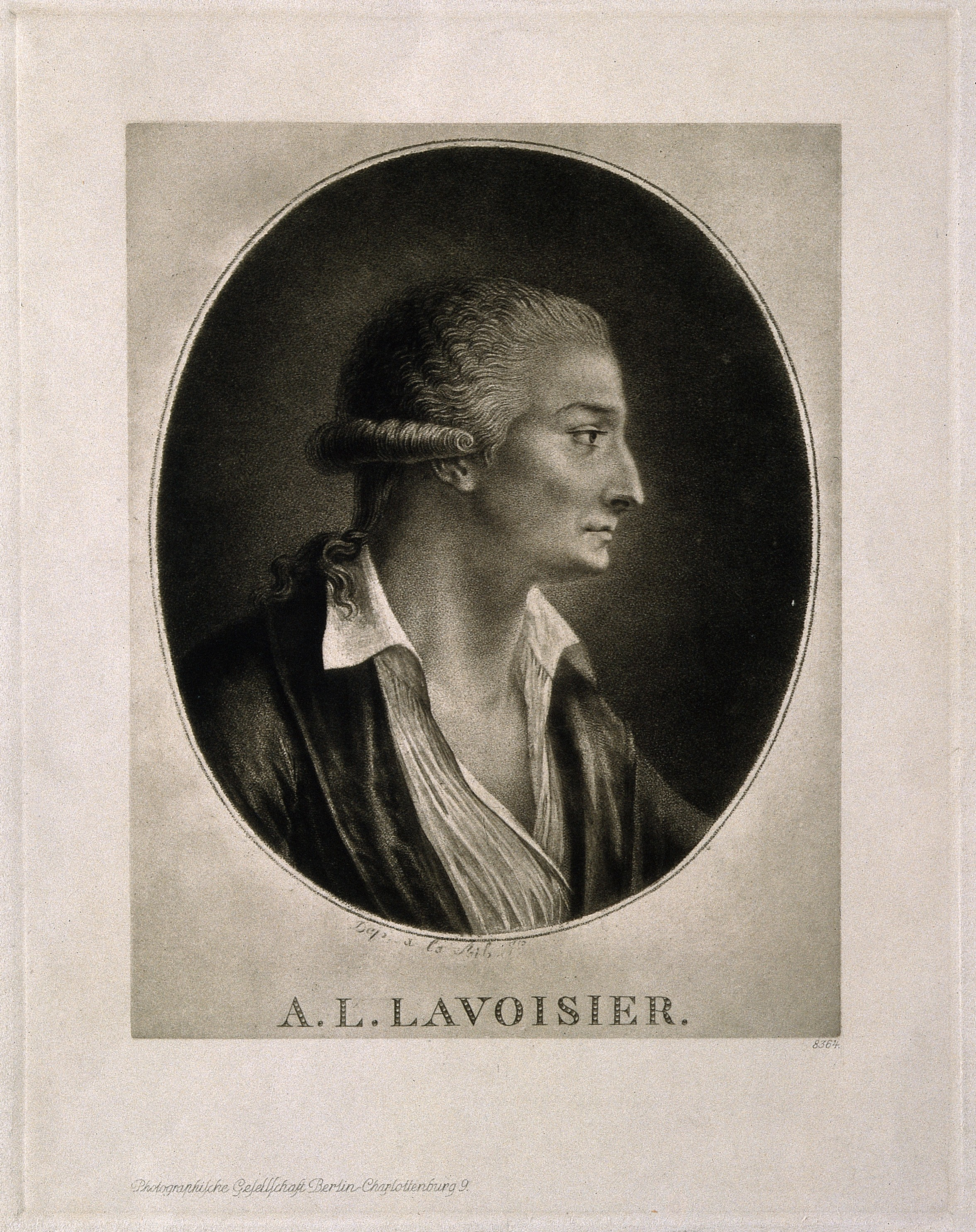
Antoine Laurent Lavoisier. Fotogravat (1954) a partir del gravat de M. R. G. Brossard de Beaulieu (1796)

França vivia una situació complicada els anys 80 del segle xviii. El govern de Lluís XVI (1754-1793) feia una pèssima gestió de les finances, el poble sofria les desgràcies de la misèria, la fam i el còlera. Lavoisier estava carregat de treball: els informes per a l'Académie des Sciences, la seva feina a la Ferme générale, les seves investigacions, la gestió de l'Arsenal, informes pel govern i la gestió de les seves possessions a Freschines. Però Lavoisier considerava urgent modernitzar la química i transformar-la en una autèntica ciència. Els tractats de química que hi havia es caracteritzaven pel desordre i la manca d'una seqüència lògica dels coneixements, contràriament el que passava amb disciplines com les matemàtiques o la física. Lavoisier inicià la redacció del Tractat juntament amb el seu col·laborador Jean-Baptiste-Michel Bucquet (1746-1780), però la mort prematura d'aquest fe que Lavoisier completàs sol un primer esborrany durant els anys 1780-81.
Conjuntament amb Antoine Fourcroy (1755-1809), Claude Louis Berthollet (1748-1822) i Guyton de Morveau (1737-1816) publicaren el 1787 el llibre Méthode de Nomenclature Chimique, on exposaren un conjunt sistemàtic de regles per anomenar els composts químics.
Després de la lectura de l'obra del filòsof francès Étienne Bonnot de Condillac (1715-1780), Lavoisier recupera el projecte de redacció del Tractat el 1788 i reorganitza considerablement els esborranys que tenia. La primera edició fou elaborada en menys d'un any i es dugué a la impremta sense els informes de l'Académie des Sciences, de la Societat Reial de Medicina i de la Societat Reial d'Agricultura, que s'incorporaren a la segona edició publicada el mateix any 1789.

## Estructura

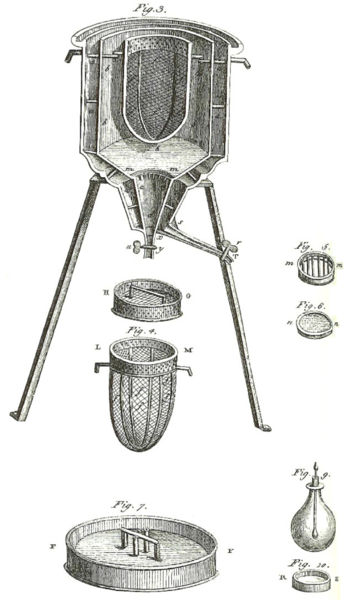
Calorímetre de gel

### Títol
El títol complet és Traité Élémentaire de Chimie, présenté dans un ordre nouveau et d'après les descouvertes modernes (Tractat Elemental de Química, presentat segons un nou ordre i segons els descobriments moderns). Queda clar en el títol que és un llibre dirigit a principiants on queda recopilat de forma íntegra i senzilla les bases de la nova química.

### Discurs preliminar
Aquest discurs s'inicia a la pàg. V i acaba a la pàg. XXXII. En aquesta introducció Lavoisier denuncia un defecte comú que presentaven tots els tractats de química d'aquell temps: s'iniciaven exposant unes nocions generals com ara els principis dels cossos o les afinitats, donant per sabut que els alumnes ja tenien adquirits els coneixements que en realitat s'havien d'ensenyar. Lavoisier considera que s'ha d'avançar d'allò que coneix a allò que desconeix, i que els raonaments es basen en un llenguatge ben estructurat, seguint les idees del filòsof francès Étienne Bonnot de Condillac. Per això subordina tot el conjunt als principis teòric. No inclou apartats comuns en els textos de l'època com les afinitats, perquè era una qüestió massa complicada per a un text elemental i per no entrar en conflicte amb Guyton de Morveau que aleshores escrivia un article sobre afinitats per a l'Enciclopèdia metòdica; els elements químics perquè encara no se sabia el seu nombre ni la seva naturalesa; i la història de la química, per evitar entrar en conflicte amb els defensors del flogist.

### Primera part

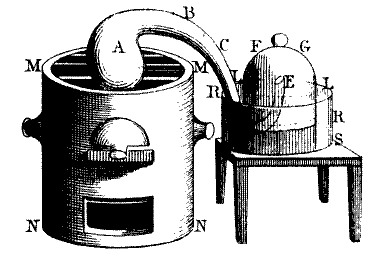
Muntatge per a la descomposició del iodur de mercuri(II) per a produir oxigen

La primera part duu per títol Sobre la formació dels fluids aeriformes i de la seva descomposició; de la combustió dels cossos simples i de la formació dels àcids. S'estén des de la pàg. 1 a la pàg. 187. En aquesta part Lavoisier hi detalla les bases teòriques de la seva nova química fonamentada en el calòric o principi associat a l'elasticitat dels gasos, i en l'oxigen o principi portador de l'acidesa. S'hi descriuen els diferents gasos, l'atmosfera de la Terra i la seva anàlisi, la nomenclatura dels diferents components de l'aire, la formació dels àcids i la seva nomenclatura, la formació d'òxids per reacció amb l'oxigen, la descomposició de l'aigua, la quantitat de calor despresa en diferents reaccions de combustió, la combinació de substàncies combustibles, la composició dels composts orgànics (d'origen vegetal i animal), els diferents tipus de fermentacions, i la formació de sals neutres.
Quan explica la fermentació del suc de raïm per a produir begudes alcohòliques (vi, sidra, hidromel) escriu la llei de conservació de la massa en les reaccions químiques d'aquesta manera: "car res es crea en les operacions artificials ni en les de la natura, i hom pot assentar com un principi, que en tota operació, hi ha la mateixa quantitat de matèria abans que després, que la qualitat i la quantitat dels principis és la mateixa, i que no hi ha més que canvis, modificacions".
Al següent paràgraf hi escriu la primera equació química de la història de la química: most de raïm = àcid carbònic + alcohol, indicant que: "hom està obligat a suposar en totes (les experiències) una veritable igualtat o equació entre els principis del cos que hom examina i els que hom n'extreu per anàlisi".

### Segona part

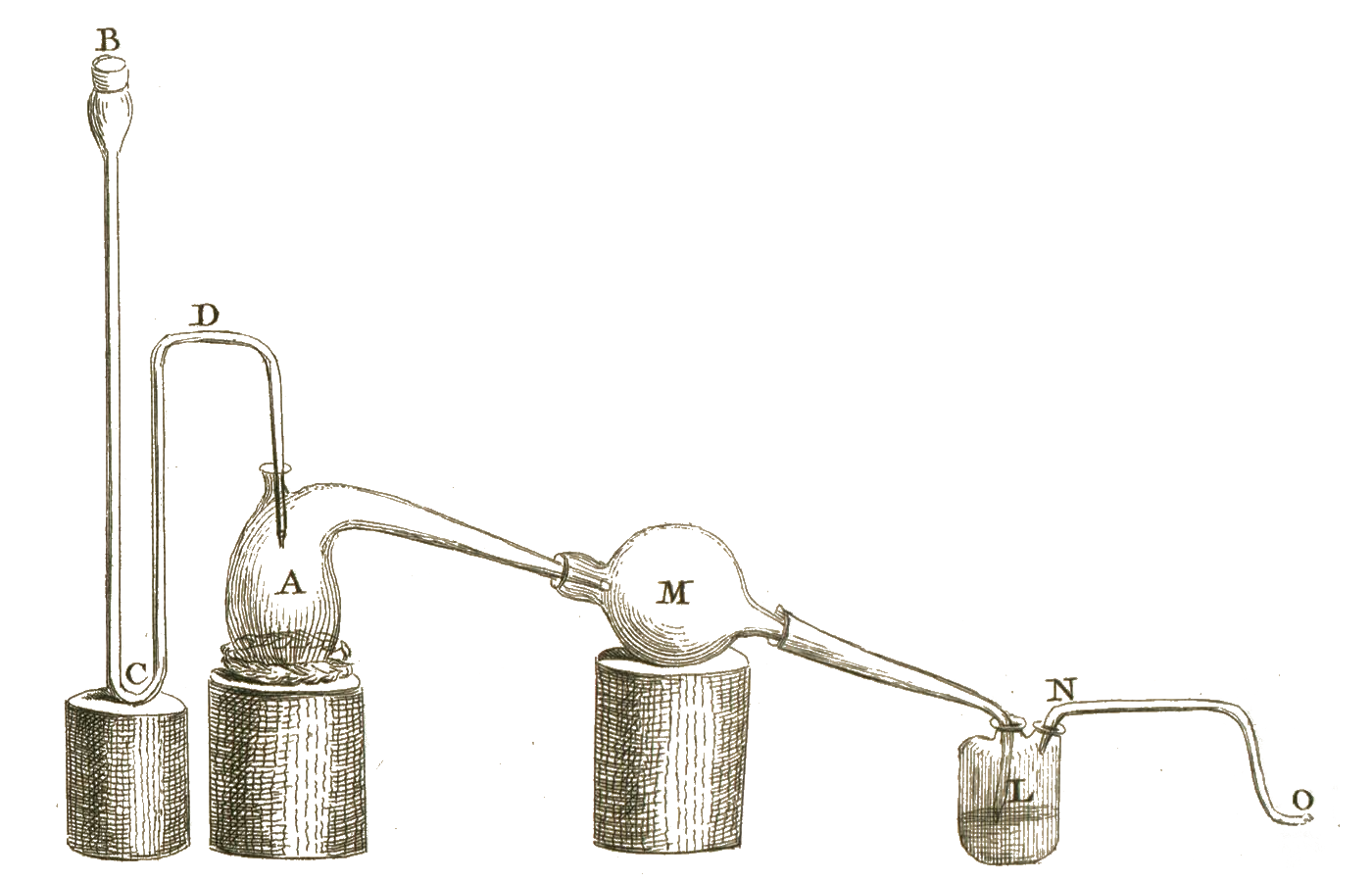
Figura 1 de la planxa VII

En aquesta segona part s'inicia en la pàg. 189 i acaba en la 322, i es titula Sobre la combinació dels àcids amb les bases salificables i de la formació de les bases neutres, Lavoisier mostra en 44 taules sinòptiques les combinacions possibles dels àcids amb les bases, i les sals neutres que s'obtenen. Figuren ordenades de simple a més complex, i en la primera taula hi enumera la relació de substàncies simples (elements químics). Relaciona 33 substàncies simples: dues que no s'hi consideren actualment (la llum i la calor), sis no metalls coneguts (oxigen, nitrogen, hidrogen, sofre, fòsfor i carboni), preveu l'existència de tres no metalls (clor, fluor i bor), i la resta són els 22 metalls coneguts a finals del segle xviii. És aquí on Lavoisier dona la primera definició moderna d'element químic: aquella substància que no es pot descompondre en altres. Per tant, les 33 substàncies que figuren en aquesta taula tenen la categoria d'elements químics mentre no s'aconsegueixin descompondre en altres més simples.
També hi inclou una taula amb els radicals que es combinen amb l'oxigen. La innovació és l'ordenació de tota aquesta informació sobre la base d'una teoria i en unes experiències de laboratori representatives, la qual cosa permetia preveure els productes de noves experiències.

### Tercera part

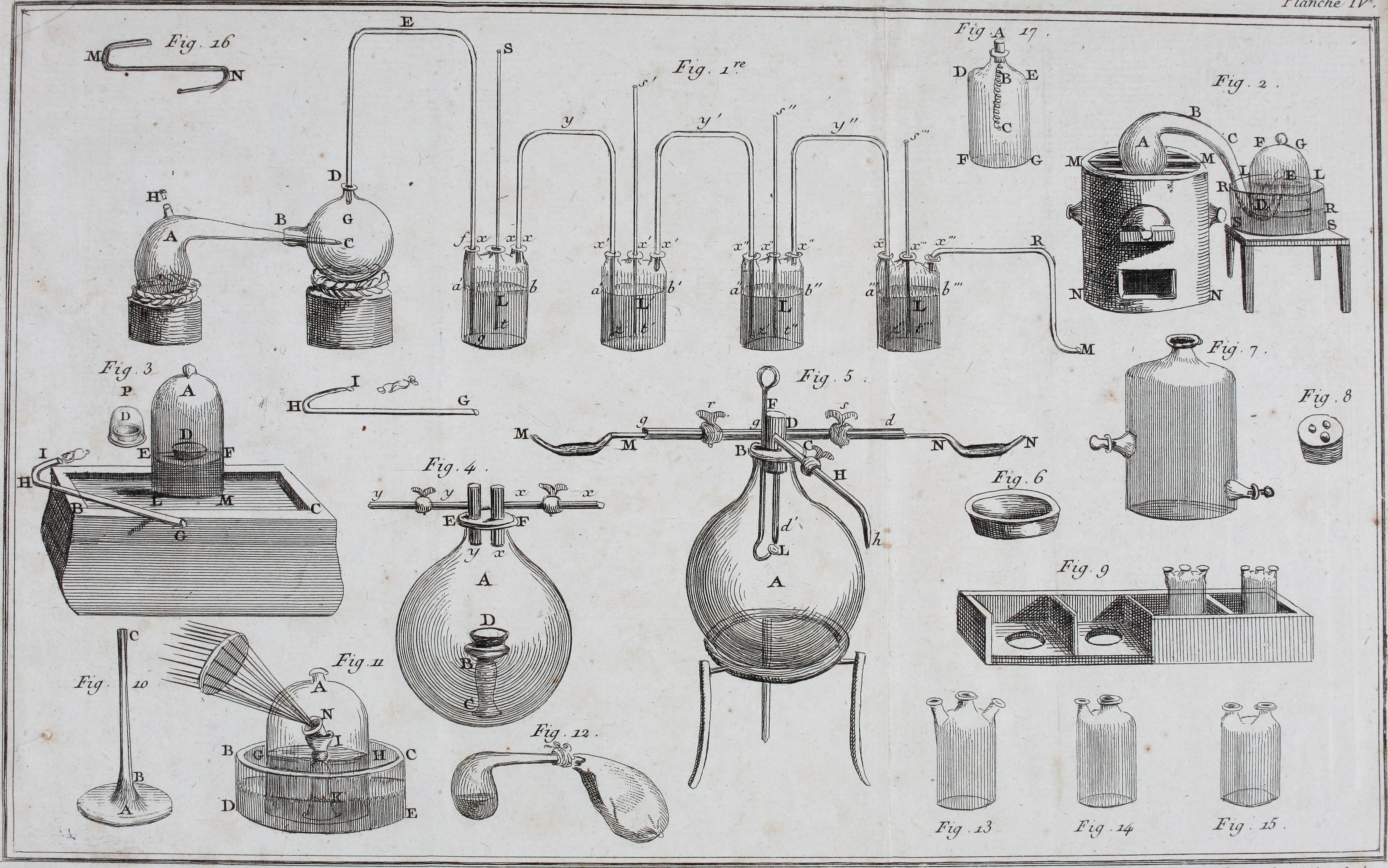
Planxa núm. IV

La darrera part es titula Descripció dels aparells i de les operacions manuals de la química i és un complement de les parts teòriques anteriors. És la part més extensa, s'inicia a la pàg. 323 i acaba a la 591. Malgrat que els llibres de química contenien descripcions d'aparells i muntatges, Lavoisier els situa al final del llibre i no entre el text, com era habitual. Són figures gravades per la seva esposa Marie-Anne Pierrette Paulze (1758-1836). De tots en fa una acurada descripció i inclou tots els aparells necessaris per a les mesures de massa, de volum i de la calor, incloent-hi la descripció dels nous aparells dissenyats per ell mateix com l'areòmetre o el calorímetre. Explica les operacions mecàniques per a dividir les mostres, els mètodes de separació (dissolució, lixiviació, evaporació, cristal·lització, destil·lació simple i sublimació), les destil·lacions compostes, els aparells per descompondre l'aigua, per estudiar les fermentacions, per realitzar combustions de diferents substàncies (fòsfor, carbó, olis, esperit de vi, èter, hidrogen i metalls), per realitzar detonacions; i els aparells per a realitzar operacions a altes temperatures (forns i altres).

## Altres edicions

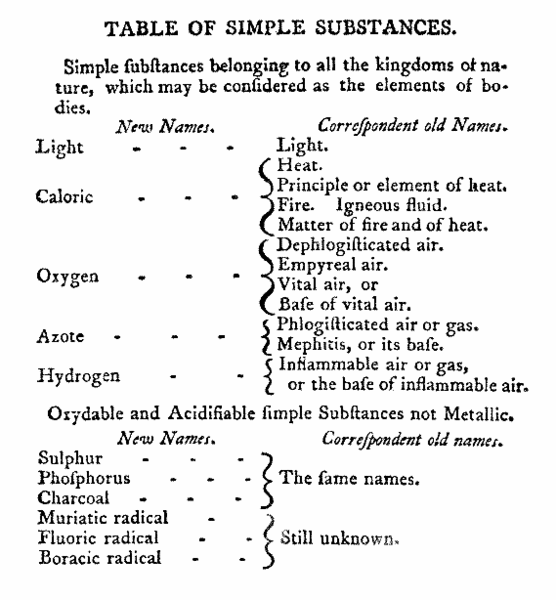
Part de la taula de substàncies simples de la traducció a l'anglès de Robert Kerr

La primera edició del Traité fou publicada a París el març del 1789 i el mateix any se'n fe una "nova edició". Després aparegué la segona edició el 1793, la tercera el 1801 i una "nova edició" el 1805. El 1793 també es publicaren dues edicions pirates i una edició provincial a Avignó el 1804.
En castellà es traduí el mateix 1789 i una edició de només el primer volum a Mèxic, el 1797. La traducció al castellà és obra del capità d'artilleria Juan Manuel Munárriz e Irazoz (1761-1831) i es titulà Tratado elemental de Química: presentado baxo nuevo orden y conforme a los descubrimientos modernos, con láminas.
A l'anglès es traduí el mateix any que la primera edició francesa per part de Robert Kerr (1755-1813), a Edimburg, amb el nom d'Elements of Chemistry, a la qual li seguiren quatre edicions més (1793, 1796, 1799 i 1802, aquesta en dos volums). En italià es publicaren a Venècia tres edicions els anys 1791, 1792 i 1796. En alemany se'n publicaren dues a Berlín (1792 i 1803). En holandès sortí una edició a Utrecht el 1800. Als Estats Units es publicaren les traduccions de Kerr en tres edicions, una a Filadèlfia el 1799 i dues a Nova York el 1801 i el 1806. En total foren 23 edicions publicades a set països en els setanta anys que seguiren al de la primera edició.
En català Miquel A. Baltà i Florenci Coma en realitzaren una traducció parcial el 1919 i el 2004 s'edità la traducció completa de Mireia Artís.